# Casa Agullana
La Casa Agullana, coneguda també com a Casa Fontcuberta, és un edifici de Girona declarat bé cultural d'interès nacional.

## Història
La «casa vella» dels Agullana, o cos d'edifici més proper a l'església de Sant Martí Sacosta, ja existia al segle xiv, mentre que la casa nova o «principada» data probablement del segle xvi, època d'esplendor de la família. El 1631 les dues cases foren unides per un pont cobert. En l'obra intervingueren Felip Regi, picapedrer i mestre de cases, i Joan i Guillem Serra, escultors dels escuts i les gàrgoles.
Cap a finals del segle xviii o principis del segle xix, la família Agullana es va vendre la casa, que va passar a mans de diversos propietaris. A mitjans del segle xix, pertanyia a Dolors de Perramon i Comas del Brugar, casada amb Josep de Fontcuberta i resident a Barcelona. Els seus descendents la van posar en venda, i el 1919, la Diputació de Girona va estar en tractes per a comprar-la i convertir-la en la seva seu. Finalment, no es va arribar a un acord, i la casa fou adquirida per les Religioses anomenades del Servei Domèstic, que la convertiren en un convent on s'instruïen les minyones que després servirien a les cases benestants de Girona.
A mitjans de la dècada del 1970, va ser adquirida per l'arquitecte gironí Joan Lluís Frigola i uns amics seus. Entre el 1976 i el 1981, Frigola la va reformar per a convertir-la en habitatges, distribuint els espais segons les necessitats de cada propietari.

## Descripció
Està format per dos cossos, situats a banda i banda de l'escalinata de Sant Domènec, i que foren units el 1631 per un pont cobert, d'arc rebaixat, que dona magnificència a l'edifici i que el converteix en un dels llocs més característics de la ciutat. L'interior de l'edifici, de planta irregular a causa dels desnivells del terreny, ha sofert nombroses modificacions, però la conservació de les façanes i del seu entorn és bona.